# Las buenas mujeres de China
Las buenas mujeres de China, en pinyin Zhongguo de hao nü ren men, en chino simplificado 中国的好女人们, (ISBN 0-701-17345-9 ) es un libro publicado en 2003. La autora, Xue Xinran, es una periodista china-británica que actualmente reside en Londres y escribe para The Guardian. Esther Tyldesley tradujo este libro del chino al inglés.

## Sinopsis
Este libro aborda temas clave como el infanticidio, la preferencia por los hijos varones, la supresión de la sexualidad, la homosexualidad y el sexismo arraigado en la cultura y la sociedad. Por esta razón, Xinran tuvo que salir de China para escribir el libro, que se publicó en Gran Bretaña en 2002.

## Historia
Las buenas mujeres de China se compone principalmente de entrevistas periodísticas que Xinran realizó durante su tiempo como locutora de radio en China en la década de 1980. Sin embargo, también detalla algunas de sus propias experiencias como mujer en China. Las entrevistas generalmente se enfocan en las percepciones culturales arraigadas en China sobre los derechos, roles y sufrimiento de las mujeres. Muchas de estas entrevistas se extrajeron de la parte de llamadas del popular programa de radio de Xinran, Words on the Night Breeze. También entrevistó a otras mujeres, a quienes buscó por sus experiencias como mujeres chinas u opiniones sobre el estatus de las mujeres chinas.
Aunque la propia autora tiene algunas opiniones sobre las mujeres, cuyas diferencias inherentes describe a lo largo del libro, reconoce y confronta los estereotipos sobre las mujeres que detalla en algunas de las experiencias de vida de las mujeres chinas que relata. Muchas historias de mujeres involucraron violaciones, matrimonios forzados, engaños y abusos a manos de figuras de autoridad en la sociedad y el gobierno. Todos estos hombres obtuvieron su poder sobre las mujeres a partir de prácticas culturales preexistentes y aumentaron su control a través de las estructuras de poder existentes.
En Las buenas mujeres de China, Xinran arroja luz tanto sobre la persistencia de la opresión de las mujeres en China como sobre las nuevas oportunidades para las mujeres en la sociedad china moderna. Extraído principalmente de anécdotas y entrevistas, con algunos datos de hechos históricos y estadísticas, este libro aborda temas importantes sin recurrir a una visión en blanco y negro de la situación.